# Máel Gualae
Máel mac Donngaile (fallecido en 859), conocido como Máel Gualae, fue un rey de Munster de la rama Eóganacht Chaisil de los Eoganachta, la dinastía gobernante de Munster. Pertenecía al sept Clann Faílbe de esta rama y era nieto de Tnúthgal mac Donngaile (fallecido en 820), al que algunas fuentes nombran como rey de Munster y hermano de Áilgenán mac Donngaile (fallecido en 853), también rey de Munster. Su rama de la dinastía gobernante tenía sus tierras en la zona de Cashel del actual condado de Tipperary. Reinó de 856 a 859. 
Tras la muerte de Áilgenán en 853 hubo un interregno hasta la sucesión de su hermano Máel Gualae en 856.  Los daneses habían llegado a Irlanda en 849 y tomaron el control de Dublín en 851. Los nórdicos dispersos partieron a saquear distintas zonas. de Irlanda y comenzó una rivalidad entre estos dos grupos vikingos con los reyes irlandeses utilizando esta rivalidad en sus propios conflictos. Varios hombres de Munster se unieron a estos nórdicos y fueron conocidos como Gall Gaedil ("gaélicos extranjeros"). Cerball mac Dúnlainge (fallecido en 888), rey de Osraige se alineó con los daneses contra los nórdicos para convertirse en el gobernante más poderoso del sur de Irlanda durante este período.
Durante el interregno, el Gran Rey de Irlanda Máel Sechnaill mac Máele Ruanaid (fallecido en 862) de Clann Cholmáin dirigió una expedición a Munster en 854 hasta las fronteras de los Déisi en el condado de Tipperary y tomó rehenes de Munster.  Los Anales Fragmentarios de Irlanda afirman que Cerball, cuñado del gran rey, también fue enviado por el gran rey a Munster para reclamar los rehenes.  Según los Anales de los Cuatro Maestros , los nórdicos habían instigado la oposición al gran rey de Munster. El gran rey apareció de nuevo en Cashel para tomar rehenes de Munster en 856, probablemente en el momento de la adhesión de Máel Gualae. 
Las actividades nórdicas en Munster fueron una influencia disruptiva y alrededor de 855 los hombres de Munster apelaron a Cerball de Osraige en busca de ayuda contra los nórdicos. Cerball llegó con una fuerza de daneses bajo un líder llamado Horm y rodearon a los nórdicos y los masacraron.  En 856, una fuerza nórdica mató a Gormán, hijo de Lonán, heredero designado de Cashel, en Loch Cenn .  En 857 Cerball y sus aliados daneses, Amlaíb Conung e Ímar, obtuvieron una victoria sobre los nórdicos y Gall Gaeill bajo Kettil "La Feria" en el territorio Munster de Arad Tíre en el norte de Tipperary. 
En 858, Máel Sechnaill dirigió una gran concentración de los hombres de Irlanda en Munster para obtener rehenes. Esta vez Cerball era su enemigo, así como los Leinstermen se habían quejado al gran rey de él. Las fuerzas de Cerball y Máel Gualae habían estado estacionadas en Belach Gabrán en el sur de Osraige, posiblemente en Goresbridge en el río Barrow , para oponerse al ejército del Gran Rey, pero esto tomó una ruta inesperada y sus fuerzas se dividieron. El Gran Rey infligió una aplastante derrota a las fuerzas de Máel Gualae en la Batalla de Carn Lugdoch (cerca de la actual Waterford ) y el Rey de los Déisi, Máel Crón mac Muiredaig, fue asesinado. El Gran Rey permaneció en Emlydurante un mes asaltando todo Munster hasta el mar en Desmond. Tomó rehenes de todas las tierras de Munster. Muchos de los Norse-Gaels fueron asesinados por el ejército del Gran Rey. La derrota de los Munstermen llevó a Cerball a someterse también y entregar rehenes al gran rey. 
Sin embargo, al año siguiente, en 859, Cerball volvió a desafiar a Máel Sechnaill y con sus aliados daneses dirigió una expedición a Mide .  Esto condujo a una conferencia real en Ráith Aeda Meic Bric (moderno Rahugh , condado de Westmeath ) con el Gran Rey, el reino de Cerball se sometió directamente al gran rey y se separó de Munster. Máel Gualae aceptó este traspaso de autoridad.  Ese mismo año Máel Gualae fue capturado por los escandinavos que lo apedrearon hasta la muerte 
Su hijo Dub Lachtna mac Máele Gualae (fallecido en 895) también fue rey de Munster.